# Mount Massive
Mount Massive je s nadmořskou výškou 4 396 m druhá nejvyšší hora Skalnatých hor a státu Colorado.
Zároveň je patnáctou nejvyšší horou Spojených států a dvacátou osmou nejvyšší horou Severní Ameriky. Mount Massive leží v centrální části Colorada, v Lake County, v pohoří Sawatch Range, necelých 10 kilometrů od nejvyšší hory Skalnatých hor Mount Elbert.

## Geografie
Název hory vychází z jejího podlouhlého tvaru. Mount Massive má celkem pět vrcholů, celý hřeben leží v nadmořské výšce vyšší než 4 300 metrů a délka hřebene je téměř 5 km.

## Flora a fauna
V oblasti se nachází několik ledovcových jezer. Hranice lesa je v nadmořské výšce 3 650 metrů. Níže rostou borové lesy, které postupně přechází v jedlové a smrkové lesy (zastoupen je především smrk Engelmannův). Z fauny zde žijí kamzík bělák, jelen wapiti, jelenec ušatý nebo los.